# Feenhöhle

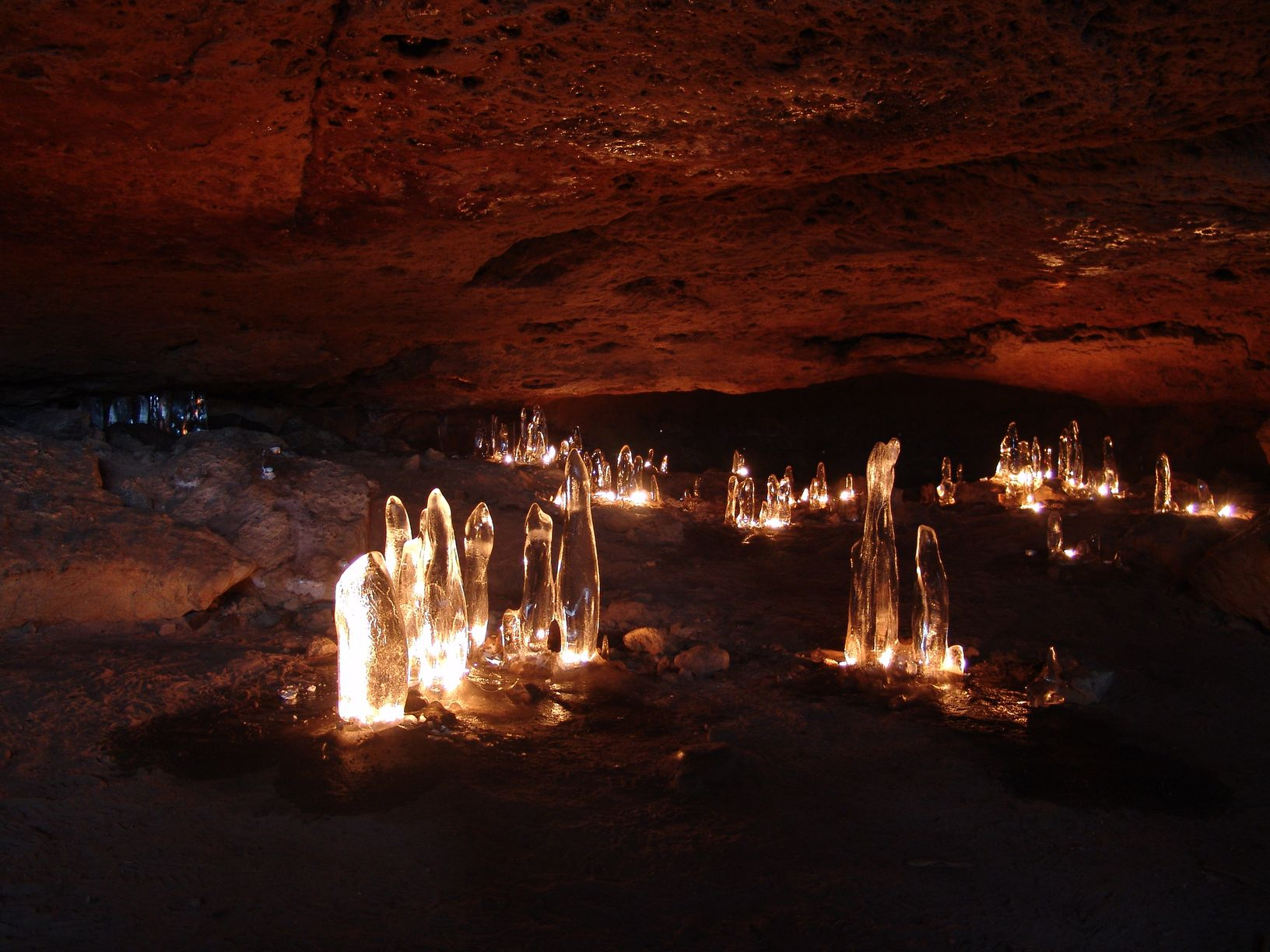
Foto in der Feenhöhle

Die Feenhöhle (tschechisch Jeskyně víl) ist eine kleine Höhle unweit von Kyjov. Sie befindet sich auf dem rechten Ufer des Baches Kirnitzsch (Křinice) am westlichen Rand des Böhmischen Niederlands. Es ist ein überhängender Felsen im porösen Sandstein mit einem unterirdischen Raum, dort bilden sich im Winter zahlreiche Eiszapfen und Eisgebilde die mit Kerzen und Teelichtern angeleuchtet werden.
Dieser Ort ist ganzjährig frei zugänglich.